# Pădurea Bogății
Pădurea Bogății este o arie protejată de interes național ce corespunde categoriei a IV-a IUCN (rezervație naturală de tip  faunistic și floristic și geologic) situată în județul Brașov, pe teritoriul administrativ al comunelor Apața, Hoghiz și Măieruș.

## Localizare
Aria naturală se află partea centrală a munților Perșani, pe teritoriul nord-estic al județului Brașov, străbătută de Valea Bogății și râul Măieruș și traversată de drumul național DN13 care leagă Brașovul de orașul Sighișoara.

## Descriere
Rezervația naturală cu o suprafață de 6.329 ha, a fost declarată arie protejată prin Legea Nr.5 din 6 martie 2000, publicată în Monitorul Oficial al României, Nr.152 din 12 aprilie 2000 (privind aprobarea Planului de amenajare a teritoriului național - Secțiunea a III-a - zone protejate)
Din punct de vedere geologic, teritoriul rezervației prezintă o complexitate tectonică petrografică și stratigrafică specifică Munților Perșani, pe a căror perimetru se întinde.

## Floră și faună

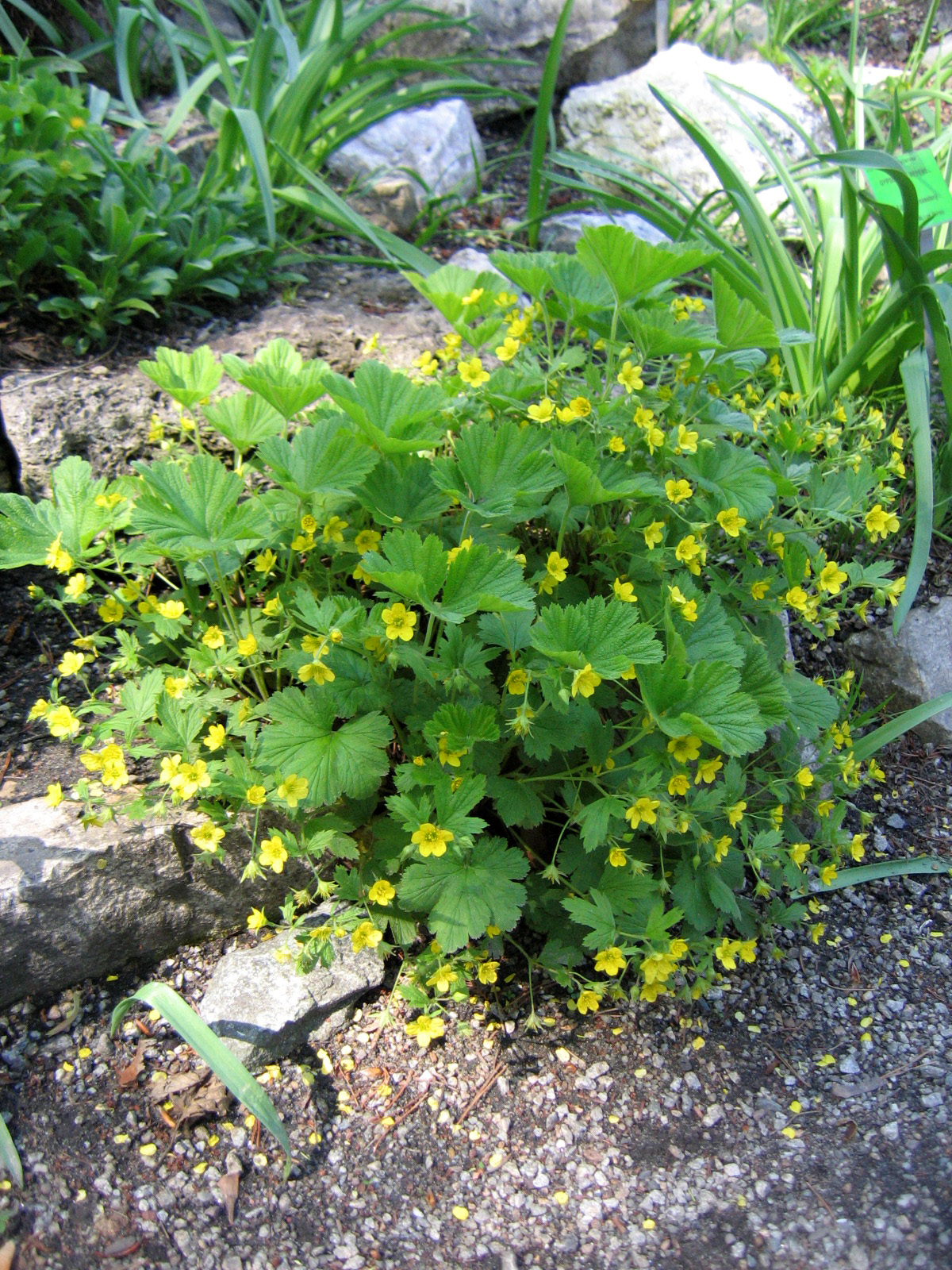
Waldsteinia geoides

Pădurea Bogății  reprezintă o zonă cu pășuni, dar și una din cele mai importante păduri de foioase din țară, cu o alcătuire predominantă de fag (Fagus sylvatica), în asociere cu gorun (Quercus petraea) și carpen (Carpinus betulus). Fauna foarte bogată și diversificată este bine reprezentată de vertebrate: cerbul (Cervus elaphus), ursul (Ursus arctos), lupul (Canis lupus), râsul eurasiatic (Lynx lynx) și nevertebrate. 
Pe suprafața ariei vegetează specia floristică Waldsteinia geoides.